# Görresstraße (Frankfurt am Main)
Die Görresstraße ist eine Straße im Frankfurter Stadtteil Riederwald, die zwischen der Durchgangsstraße Am Erlenbruch im Norden und der Raiffeisenstraße im Süden verläuft. Durch ihre geringe Länge von nur 270 Metern überquert sie lediglich die Lassallestraße, die zwischen ihren Hausnummern 13 und 15 im Osten bzw. 24 und 28 im Westen verläuft. Die Straße befindet sich nur wenige Meter von der U-Bahn-Haltestelle Schäfflestraße entfernt, von der sie in südlicher Richtung durch einen Durchgang am Haus Am Erlenbruch 102 erreichbar ist.

## Geschichte

### Namensgebung
Die Straße ist benannt nach dem Publizisten und Gelehrten Joseph von Görres (1776–1848), der Gründer und erster Herausgeber der Zeitung Rheinischer Merkur war.

### Bebauung
Ihre Bebauung erfolgte in den Jahren 1926 und 1927 nach den Vorstellungen des Frankfurter Baudezernenten Ernst May. In ihrem Anfangsabschnitt nördlich der Lassallestraße wurden die Häuser 4 bis 24 sowie 3 bis 15 durch die Architekten Eduard und Otto Fucker geplant, südlich der Lassallestraße entstanden die Häuser mit den Nummern 28 bis 44 sowie 17 bis 55 unter der Leitung des Architekten Franz Thyriot.

### Besondere Objekte

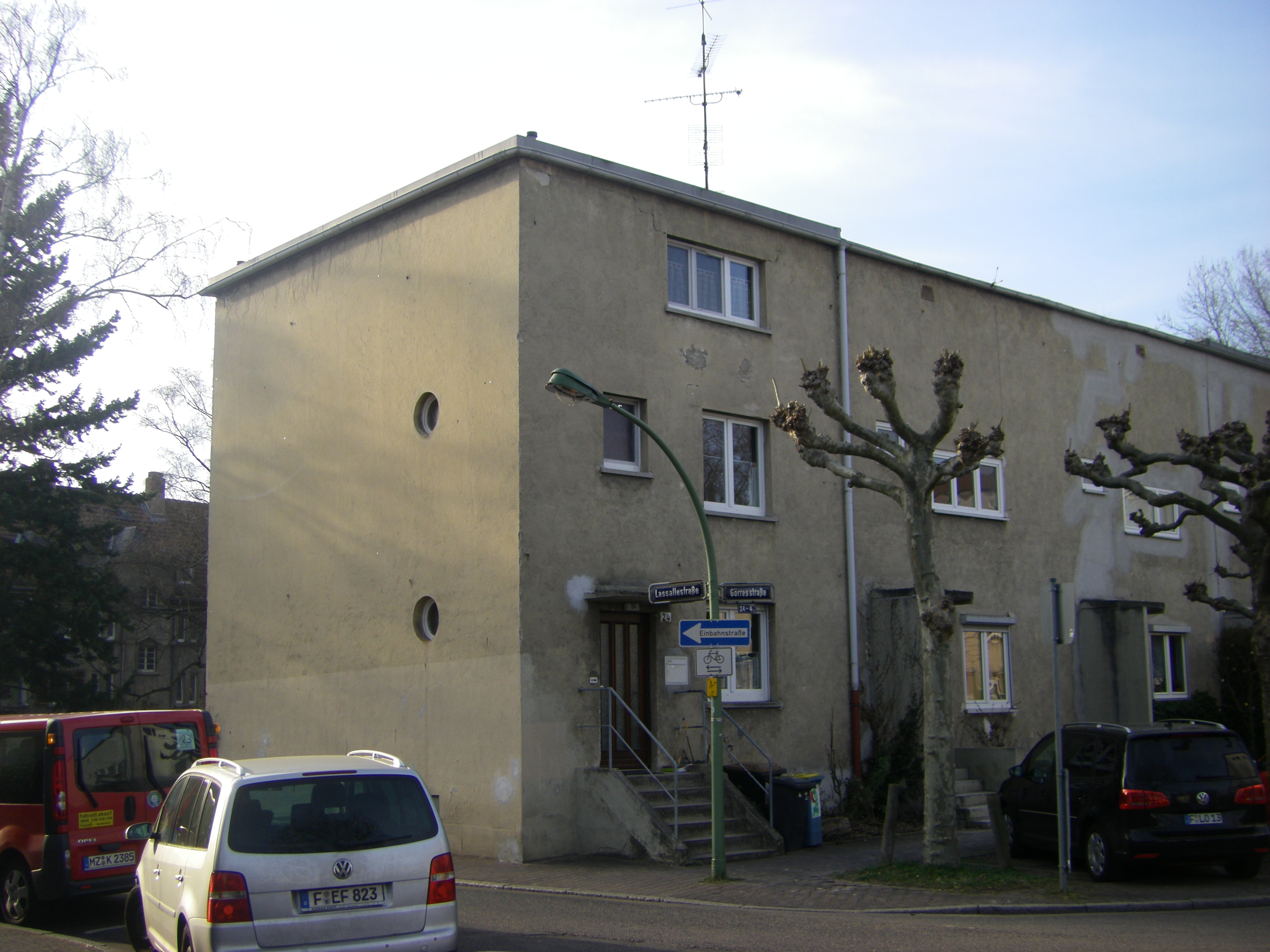
Das Eckhaus Nummer 24 war Originalschauplatz der Tatort-Episode Der Tote im Nachtzug.

Das am Zusammentreffen mit der Lassallestraße gelegene Eckhaus Nummer 24 war Originalschauplatz des Frankfurter „Tatort“ Der Tote im Nachtzug. Laut Drehbuch hatte in diesem Haus der im Nachtzug von Warschau nach Frankfurt ermordete „Titelheld“ Rüdiger Lange (dargestellt von Stephan Grossmann) gelebt. Sein alter Kumpel Stanislav Kilic (Jevgenij Sitochin), der mit Rüdiger noch eine Rechnung offen hat, sucht das Haus zunächst auf und trifft dort nur seine Ehefrau Elsa (Inka Friedrich) an. Anschließend besucht das Ermittlerduo Frank Steier und Conny Mey (Joachim Król und Nina Kunzendorf) auf der Suche nach dem Tatverdächtigen das Haus. Beide Besuche an der Haustür erfolgen am Originalschauplatz.
Das geräumige Anwesen unter Nummer 44, das zur Heilig-Geist-Kirche gehört, deren Gemeindebesitz sich bis zur westlich verlaufenden Schäfflestraße erstreckt, beherbergt neben einem Kindergarten die Mädchenwohngruppe Riederwald; eine soziale Einrichtung der Caritas in einem ehemaligen Schwesternwohnheim, in dem 19 junge Frauen und „gefährdete“ Mädchen ab 14 Jahren untergebracht werden können.